# Willmus maximus
Willmus maximus – wymarły gatunek gryzonia z monotypowego rodzaju Willmus, należącego do rodziny gundioszczurowatych (Diatomyidae), zamieszkującego w epoce miocenu na terenach obecnego Pakistanu.

## Historia odkrycia i badań
Kopalne ślady gatunku odkrył w 1990 roku Will Downs, mieszkaniec gór Siwalik. Skamieliny odkrył w mioceńskiej formacji Nagri na płaskowyżu Potwar w Pakistanie. Po analizie znalezionych skamielin paleontolodzy z Peabody Museum, Uniwersytetu Harvarda Lawrence J. Flynn, Michèle E. Morgan doszli do wniosków, że należą one do gatunku z nieznanego dotychczas rodzaju gryzoni z rodziny Diatomyidae. W 2005 roku opisali formalnie nowy gatunek i nadali mu nazwę Willmus maximus.

### Etymologia
Nazwa rodzajowa Willmus jest eponimem mającym na celu upamiętnienie odkrywcy kopalnych śladów występowania gatunku Willa Downsa. Do imienia odkrywcy dołączony jest człon μῦς (mys), znaczącego „mysz”. Epitet gatunkowy maximus (łac. największy) jest zaznaczeniem największego gatunku w Diatomyidae, lub podkreśleniem doniosłości odkrycia Downsa.